# Кірсанова
Кірса́нова (рос. Кирсанова) — присілок у складі Ісетського району Тюменської області, Росія.
Населення — 69 осіб (2010, 90 у 2002).
Національний склад станом на 2002 рік:
- росіяни — 100 %